# 渡邉聡美
渡邉 聡美（わたなべ さとみ、1999年1月15日 - ）は、日本のプロスカッシュ選手。2025年8月4日現在、世界ランキングの最高位は6位であり、日本人選手として初めてトップ20入りした。

## 経歴
神奈川県横浜市出身。小学校から森村学園に通っていた。8歳の時にスカッシュと出会い、12歳の時に単身マレーシアにスカッシュ留学した。高校卒業後にイギリスに渡り、ローハンプトン大学に通いながらスカッシュのトレーニングを行った。

## 成績
- 全日本選手権 - 2017年から5連覇[2]
- 2018年アジア競技大会 - 女子団体銅メダル[5]
- 2021年全英スカッシュ学生選手権 - 優勝[6]
- 2022年アジア競技大会 - 女子個人銅メダル[2]
- 2022女子世界選手権団体戦大会 - MVP[7]
- Optasia Championships 2024 - 優勝[8]